# Borboropactus squalidus
Borboropactus squalidus är en spindelart som beskrevs av Simon 1884. Borboropactus squalidus ingår i släktet Borboropactus och familjen krabbspindlar. Inga underarter finns listade.